# 澳洲蛇锚参
澳洲蛇锚参（学名：Opeodesoma australiensis）为锚参科蛇锚参属的动物。分布于澳大利亚以及中国大陆的西沙群岛等地，常见于珊瑚礁内。该物种的模式产地在澳大利亚博恩。种加名 australiensis 意为“澳大利亚的”。